# Andrène bleu brillant
Andrena cleodora
Espèce
L'Andrène bleu brillant (Andrena cleodora) est une espèce d'andrènes de la famille des Andrenidae. Cette espèce est présente en Amérique du Nord,,.

## Liste des sous-espèces
Selon Catalogue of Life (4 mai 2020) :
- sous-espèce Andrena cleodora cleodora (Viereck, 1904)
- sous-espèce Andrena cleodora melanodora Cockerell, 1932